# Debetawan
Debetawan – wieś w Armenii, w prowincji Tawusz. W 2011 roku liczyła 669 mieszkańców.